# Ayāghchī
Ayāghchī (persiska: آياخچی, اياغچی, Āyākhchī) är en ort i Iran.   Den ligger i provinsen Kurdistan, i den nordvästra delen av landet, 400 km väster om huvudstaden Teheran. Ayāghchī ligger 1 656 meter över havet och antalet invånare är 162.
Terrängen runt Ayāghchī är kuperad. Runt Ayāghchī är det ganska glesbefolkat, med 28 invånare per kvadratkilometer. Närmaste större samhälle är Gūzal Bolāgh, 11,6 km nordväst om Ayāghchī. Trakten runt Ayāghchī består i huvudsak av gräsmarker.